# Peperomia cacaophila
Peperomia cacaophila är en pepparväxtart som beskrevs av Trel. & Yunck.. Peperomia cacaophila ingår i släktet peperomior, och familjen pepparväxter. Inga underarter finns listade i Catalogue of Life.